# Kindertransport

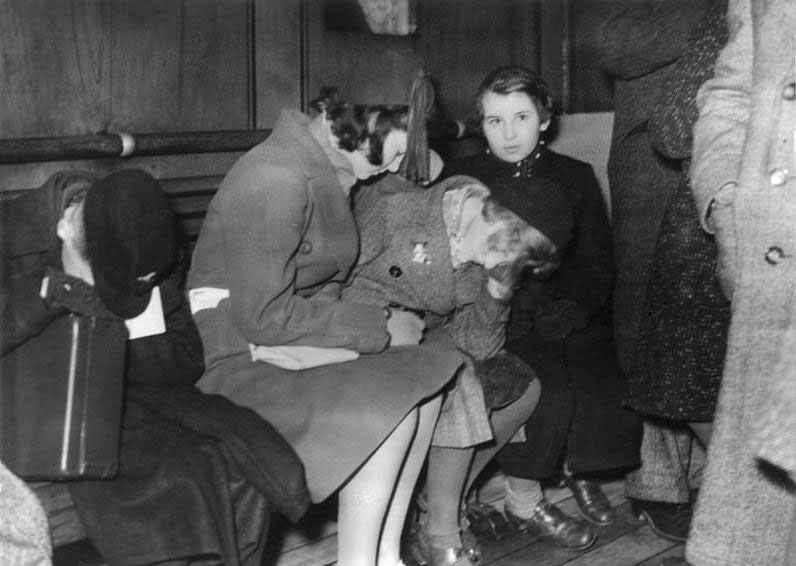
Joodse kinderen, onderdeel van het eerste kindertransport, komen op 2 december 1938 aan in de haven van Harwich.

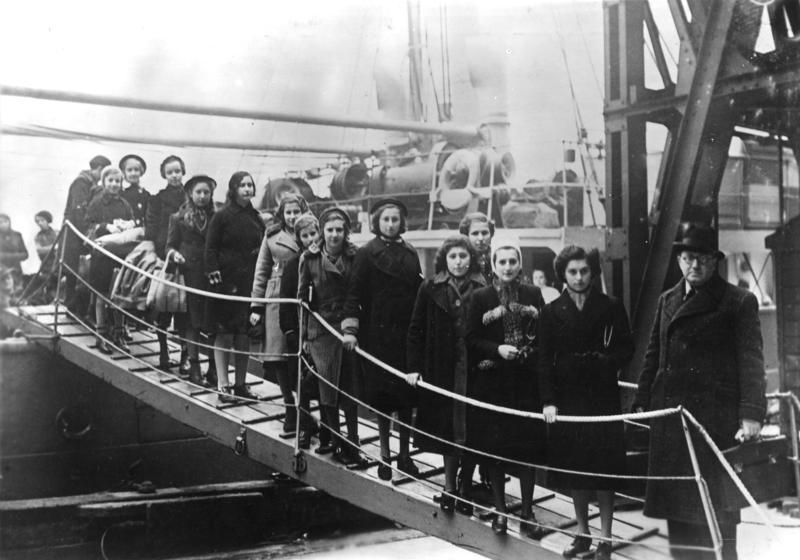
Joodse vluchtelingen komen aan in Londen, februari 1939.

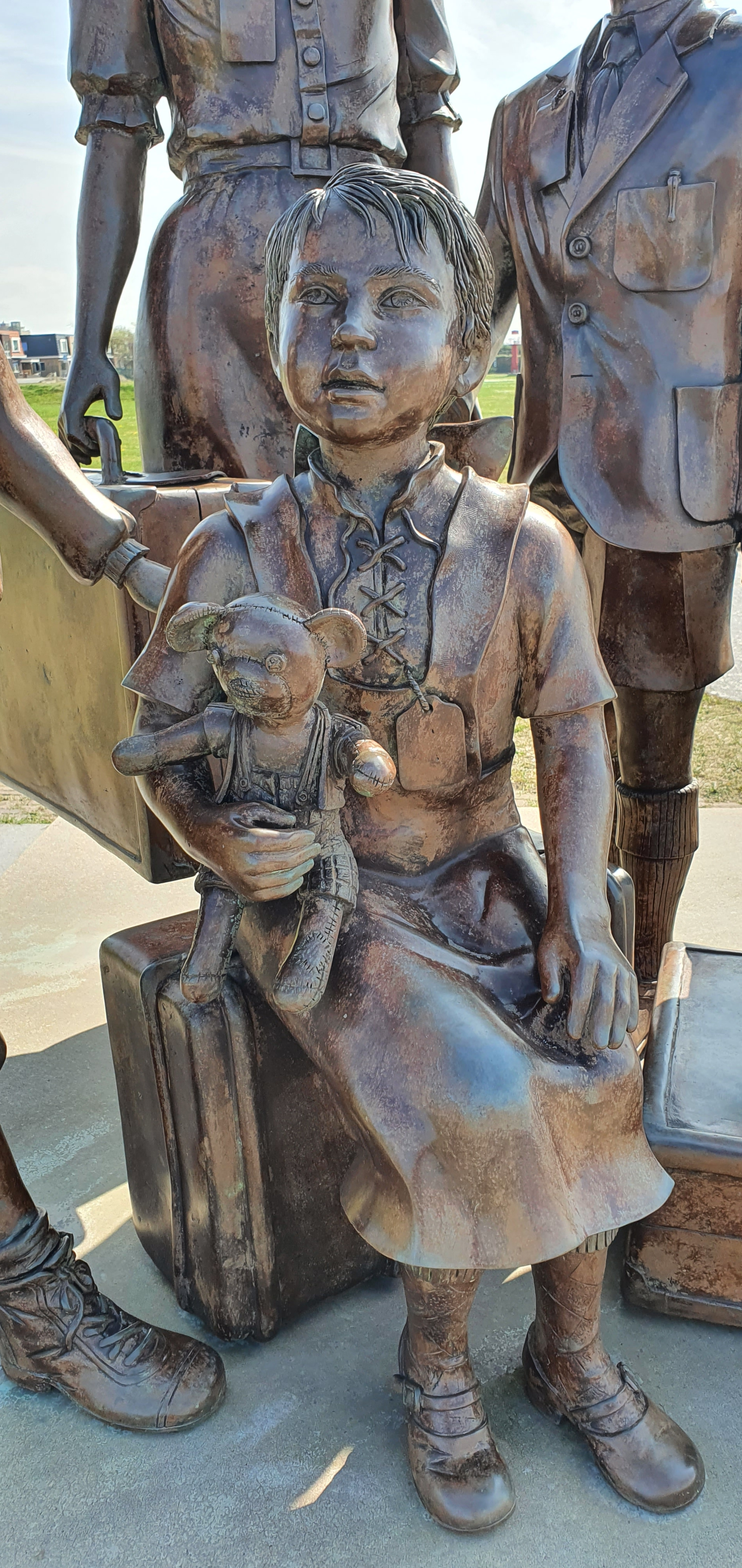
Channel Crossing to Life, kindertransportmonument Hoek van Holland. Een van de kinderen die niet het geluk van de overtocht meemaakten, maar naar de concentratiekampen werden gestuurd.

Kindertransport was de georganiseerde actie om Joodse kinderen weg te halen uit gebieden die onder het naziregime vielen in de periode voorafgaand aan de Tweede Wereldoorlog. In totaal werden rond de achttienduizend kinderen gered. Het grootste deel van de kinderen werd opgevangen in Groot-Brittannië. Een minderheid vond haar weg naar Frankrijk, België, Nederland, Zweden en Zwitserland. Een deel van de kinderen in Frankrijk, België en Nederland kwam later alsnog om.

## Geschiedenis
Vanaf de aanvang het naziregime in Duitsland was er een constante stroom van Joodse vluchtelingen vanuit Duitsland. Tegelijkertijd stelden steeds meer landen inreisbeperkingen in. De Kristallnacht die plaatsvond in de nacht van 9 op 10 november 1938 leidde tot een nieuwe golf van vluchtelingen. Veel buurlanden van Duitsland zaten echter niet te wachten opnieuw veel Joden op te vangen. Voor kinderen werd echter een uitzondering gemaakt.
Vijf dagen na de Kristallnacht pleitte een delegatie van leiders uit - onder andere - de Joodse en Quaker-gemeenschap bij de Britse premier Neville Chamberlain om de opvang van Joodse kinderen toe te staan. Zij gingen er vanuit dat vijfduizend kinderen een realistisch doel was. Dat doel werd verhoogd tot vijftienduizend toen het Colonial Office een aanvraag van de Joodse gemeenschap in Palestina afwees om daar tienduizend kinderen op te mogen vangen.
De Britse regering stond welwillend tegenover de opvang van kinderen, op voorwaarde dat zij niet begeleid zouden worden door hun ouders en niet ouder waren dan 17 jaar. De verschillende betrokken organisaties zouden zorg dragen voor de opvang van de kinderen en moesten met een bedrag van vijftig pond per kind financieel garant staan om te verzekeren dat er geen belastinggeld zou wegvloeien richting de opvang van de kinderen. Minister van Binnenlandse Zaken Samuel Hoare presenteerde het wetsvoorstel voor de opvang van de kinderen op 21 november 1938 in het House of Commons, dat daar vervolgens mee instemde.
In zeer korte tijd stuurde de Movement for the Care of Children from Germany, later bekend als de 'Refugee Children's Movement' (RCM), vertegenwoordigers naar Duitsland en Oostenrijk. Zij werden gefinancierd door de Central British Fund for German Jewry. Op 25 november 1938 was er een oproep op BBC Home Service van voormalig minister van Binnenlandse Zaken Herbert Samuel. Binnen de kortste keren waren er vijfhonderd aanmeldingen, van zowel Joodse als niet-Joodse families.
In Duitsland waren vrijwilligers druk bezig met de vraag wie als eerste het land uit moest. Voorrang werd gegeven aan Poolse kinderen voor wie deportatie dreigde, kinderen in Joodse weeshuizen, kinderen met een ouder in een concentratiekamp en kinderen in zwaar verarmde gezinnen. Ouders of begeleiders kregen een vertrekdatum te horen en reisinstructies. De jongeren mocht slechts een kleine koffer meenemen en niet meer dan tien mark en geen afscheid nemen op het station.
De meeste kinderen vertrokken eerst per trein via België naar Nederland. Diegenen die doorreisden naar Engeland reisden namen doorgaans de boot vanuit Hoek van Holland naar Engeland. De eerste groep van 196 kinderen arriveerde op 2 december 1938 in de haven van Harwich. In de negen maanden daarna, tot de uitbraak van de Tweede Wereldoorlog, volgden nog bijna tienduizend jeugdigen.

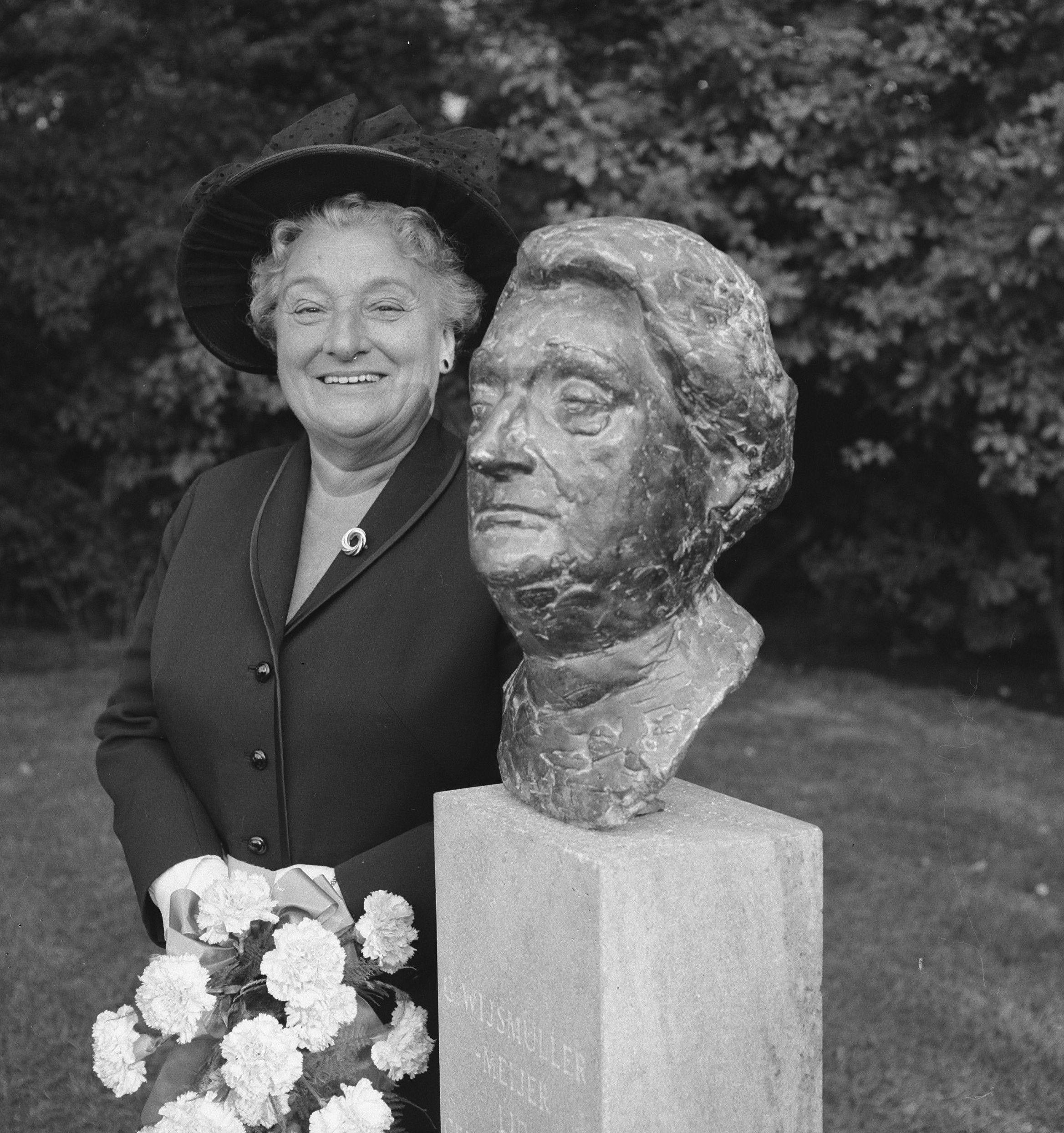
Onthulling portretbuste van mevrouw Wijsmuller in Prinses Beatrixoord in het Oosterpark te Amsterdam, 1965.

Vanuit andere landen vonden er ook kindertransporten plaats. Bijna tweeduizend kinderen vonden hun weg naar Nederland. Op het moment van de Duitse inval in mei 1940 had circa dertig procent van hen het land alweer verlaten. Het Comité voor Joodsche Vluchtelingen was betrokken bij de opvang van de kinderen. De Nederlandse activiste Truus Wijsmuller-Meijer speelde een belangrijke rol bij de kindertransporten en regelde de toelating van 1.500 kinderen tot Nederland. Een dag voor de Nederlandse overgave op 14 mei 1940 lukte het haar nog om zesenzestig Joodse kinderen uit het Burgerweeshuis uit Amsterdam vanuit IJmuiden op het vracht/passagiersvaartuig SS Bodegraven naar Engeland te zetten. Dat was het laatste kindertransport.
De Joodse gemeenschap in Stockholm wist voor elkaar te krijgen dat de Zweedse regering visa afgaf voor vijfhonderd kinderen. Na de Duitse bezetting van Tsjecho-Slowakije vertrokken vanuit Praag verschillende transporten die via Polen het Verenigd Koninkrijk bereikten. Een kleinere groep vloog vanuit Praag naar Engeland. België nam ook duizend kinderen op, Frankrijk zeshonderd en Zwitserland ontving driehonderd jongeren.

## Gevolgen voor kinderen
Het op jonge leeftijd moeten vertrekken bij hun ouders deed veel met de kinderen. Velen liepen daardoor een trauma op. Zij groeiden op in een nieuw land waar ze de taal niet spraken en moesten met vreemden leven die alleen Engels spraken. Op school werden de kinderen door Britse kinderen vaak beschouwd als Duitsers, in plaats van - in de eerste plaats - als Joodse vluchtelingen. Na de oorlog kwam het overgrote deel van de kinderen er achter dat hun ouders vermoord waren door de nazi's. De Duitse regering betaalde in november 2018 een schadevergoeding van 2500 euro aan de nog levende deelnemers van de kindertransporten.

## Gevangenschap
De Britse premier Winston Churchill gaf in juni 1940 de opdracht tot gevangenneming van alle mannelijke vluchtelingen tussen de 16 en 70 jaar uit een vijandelijk land. Dit had ook gevolgen voor veel van de deelnemers aan de kindertransporten die intussen binnen die leeftijdscategorie vielen. Ongeveer duizend deelnemers aan de kindertransporten werden opgenomen in gevangenenkampen, veel van hen op het Isle of Man. Ongeveer vierhonderd werden naar Canada en Australië overgebracht. Op het moment dat zij de leeftijd van achttien jaar bereikten kregen zij de mogelijkheid om dienst te nemen bij de Britse strijdkrachten, wat veel van hen deden.
Het grootste deel van de vluchtelingen uit een vijandelijk land had een Joodse achtergrond. Churchill moest zich in het parlement verantwoorden voor de gevangenneming toen het parlement daar lucht van kreeg.

## Deelnemers
Hieronder volgt een overzicht van deelnemers aan het Kindertransport met een eigen Wikipedia-artikel:
- Frank Auerbach (uit Duitsland), Britse schilder
- Horst Brasch (uit Duitsland), Oost-Duits minister
- Walter Feit (uit Oostenrijk), Amerikaanse wiskundige
- Heini Halberstam (uit Tsjecho-Slowakije), Britse wiskundige
- Eva Hesse (uit Duitsland), Amerikaanse artiest
- Walter Kohn (uit Oostenrijk), Amerikaans theoretisch natuurkundige en Nobelprijswinnaar
- Frank Meisler (uit Danzig), Israëlische architect en beeldhouwer
- Gustav Metzger (uit Duitsland), staatloze kunstenaar en politiek activist
- Hajo Meyer (uit Duitsland), Nederlands natuurkundige
- Arno Allan Penzias (uit Duitsland), Amerikaans natuurkundige en Nobelprijswinnaar
- Karel Reisz (uit Tsjecho-Slowakije), Tsjechisch-Britse filmregisseur
- Steve Shirley (uit Duitsland), Brits pionier in de informatietechnologie, zakenvrouw en filantroop
- Ruth Westheimer (uit Duitsland), Amerikaanse televisiepersoonlijkheid

## Beeldengroepen bij de kindertransporten
De beeldengroepen van Frank Meisler, gecreëerd uit persoonlijke ervaring, vertonen zowel overeenkomsten als verschillende ontwerpdetails en zijn ondertussen de Europese route van de kindertransporten geworden. De gedenktekens laten op verschillende locaties twee groepen kinderen en jongeren zien die met hun rug naar elkaar staan wachten op een trein. Afgebeeld in verschillende kleuren, is de groep van de geredden in de minderheid, omdat de meerderheid van de Joodse kinderen (meer dan 1 miljoen) is omgekomen in de nazivernietigingskampen.
- 2006: Kindertransport -The arrival, op initiatief van Prins Charles, is een monument voor de kindertransporten bij Station London Liverpool Street, waar de kinderen uit Hoek van Holland aankwamen.
- 2008: Monument Kindertransport. Züge ins Leben – Züge in den Tod: 1938–1939 bij Station Berlin Friedrichstraße voor de redding van 10.000 Joodse kinderen, die van hieruit naar Londen reisden. Het monument werd op 30 november 2008 feestelijk onthuld.
- 2009:  Kindertransport – Die Abreise. Op verzoek van de burgemeester van Gdańsk, Paweł Adamowicz, ontwierp Frank Meisler in mei 2009 nog een groep kindersculpturen, ter nagedachtenis aan 124 vertrekkende kinderen.[4]
- 2011: Crossing Channel to life – Monument voor de 10.000 Joodse kinderen die vanaf Hoek van Holland afreisden naar Harwich. Bij het zittende jongetje is de krant De Rotterdammer van 11 november 1938 afgebeeld waarin de berichten Het toelaten van Duitsche Jodenkinderen en Duizenden Joden moeten Duitschland verlaten.
- 2015: Kindertransport – Der letzte Abschied, bij het Station Hamburg Dammtor.

Londen
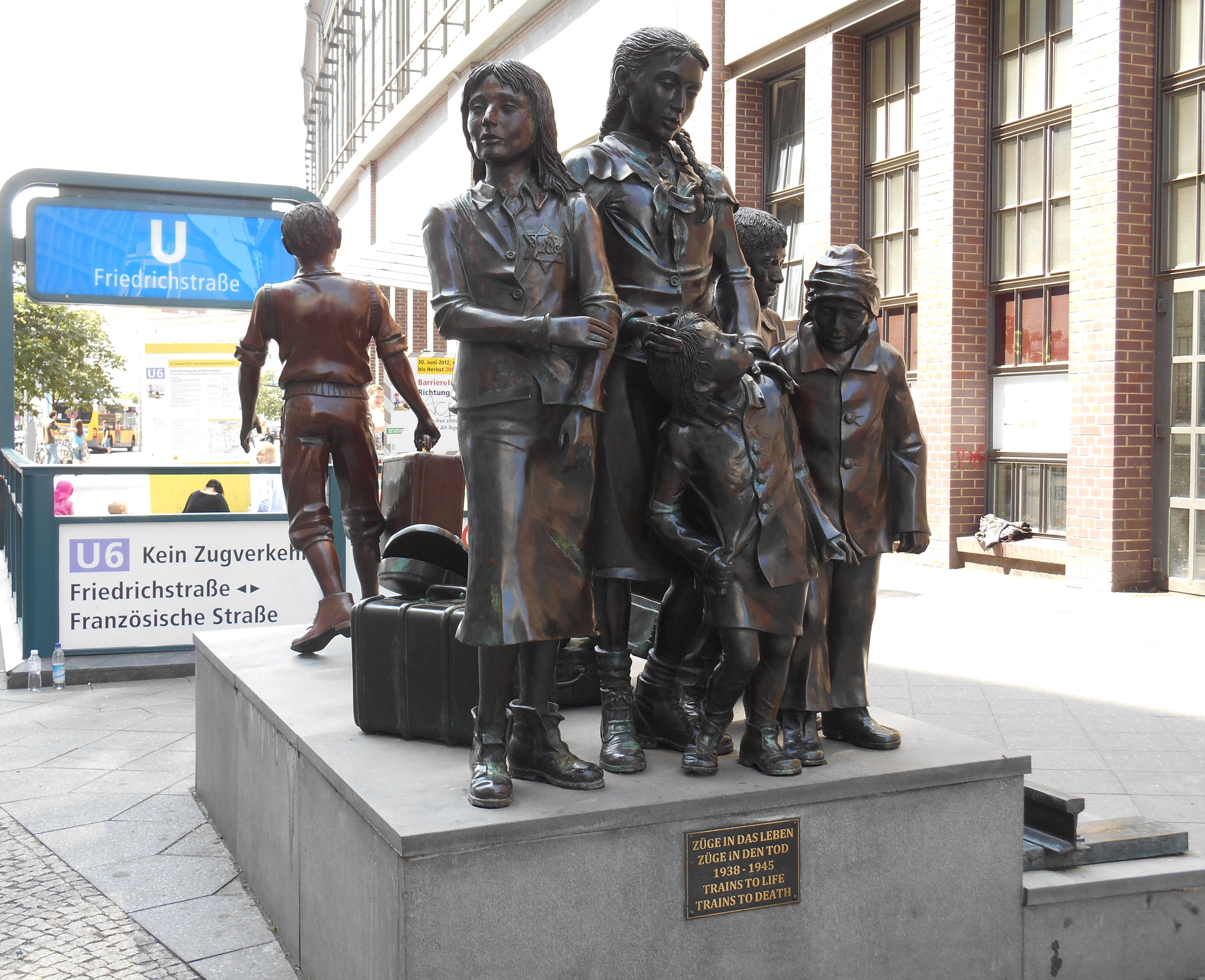
Berlijn
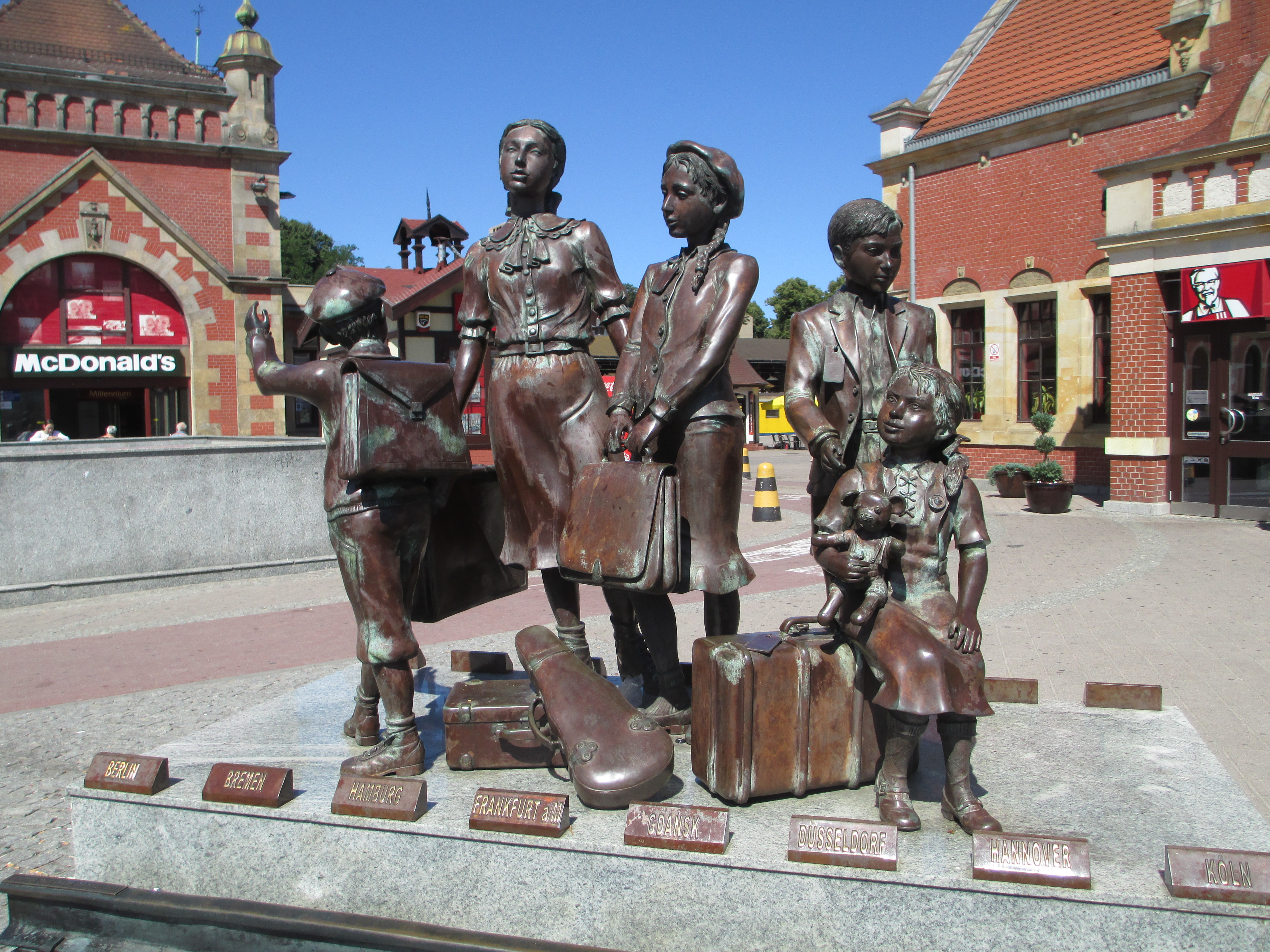
Danzig
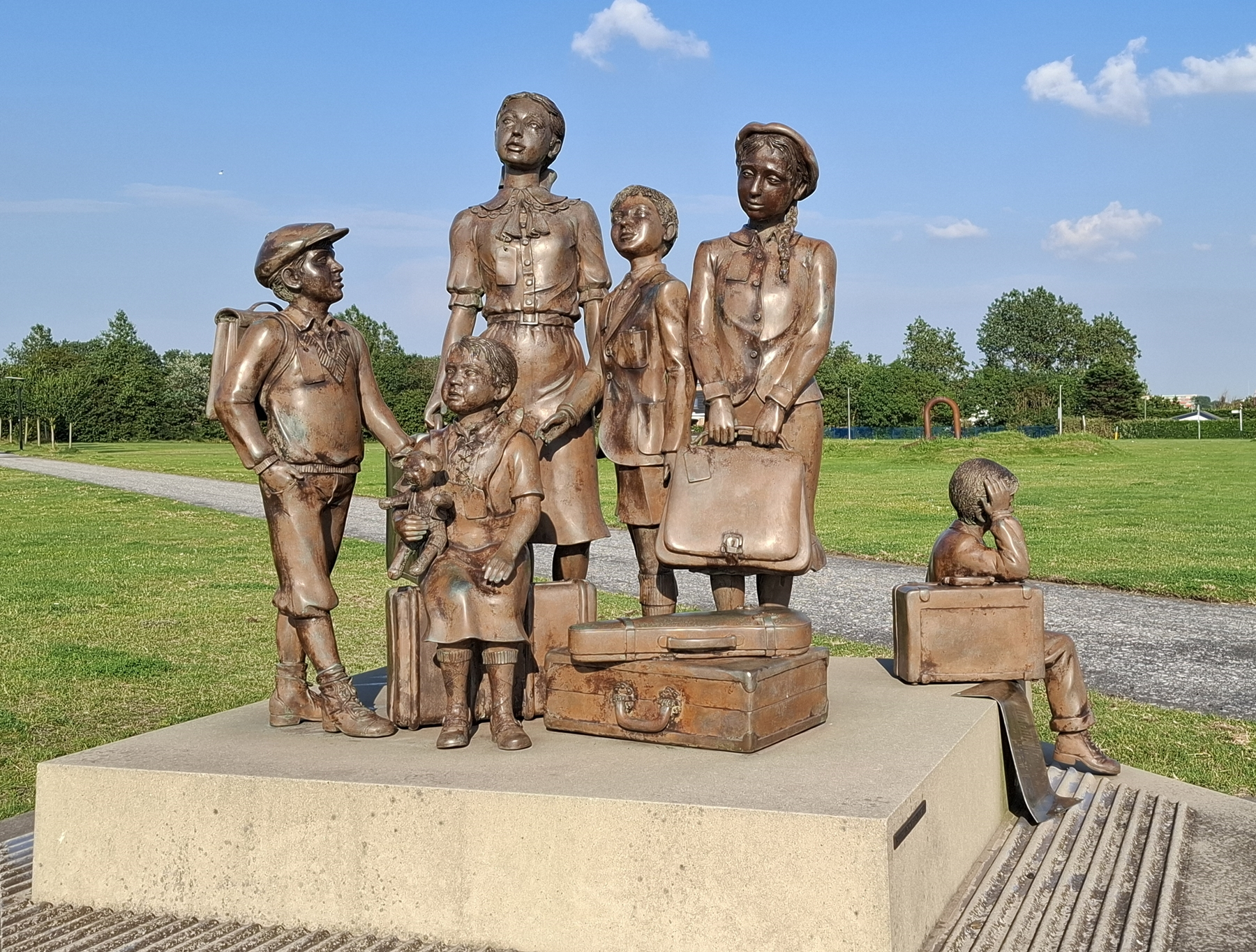
Rotterdam, Hoek van Holland
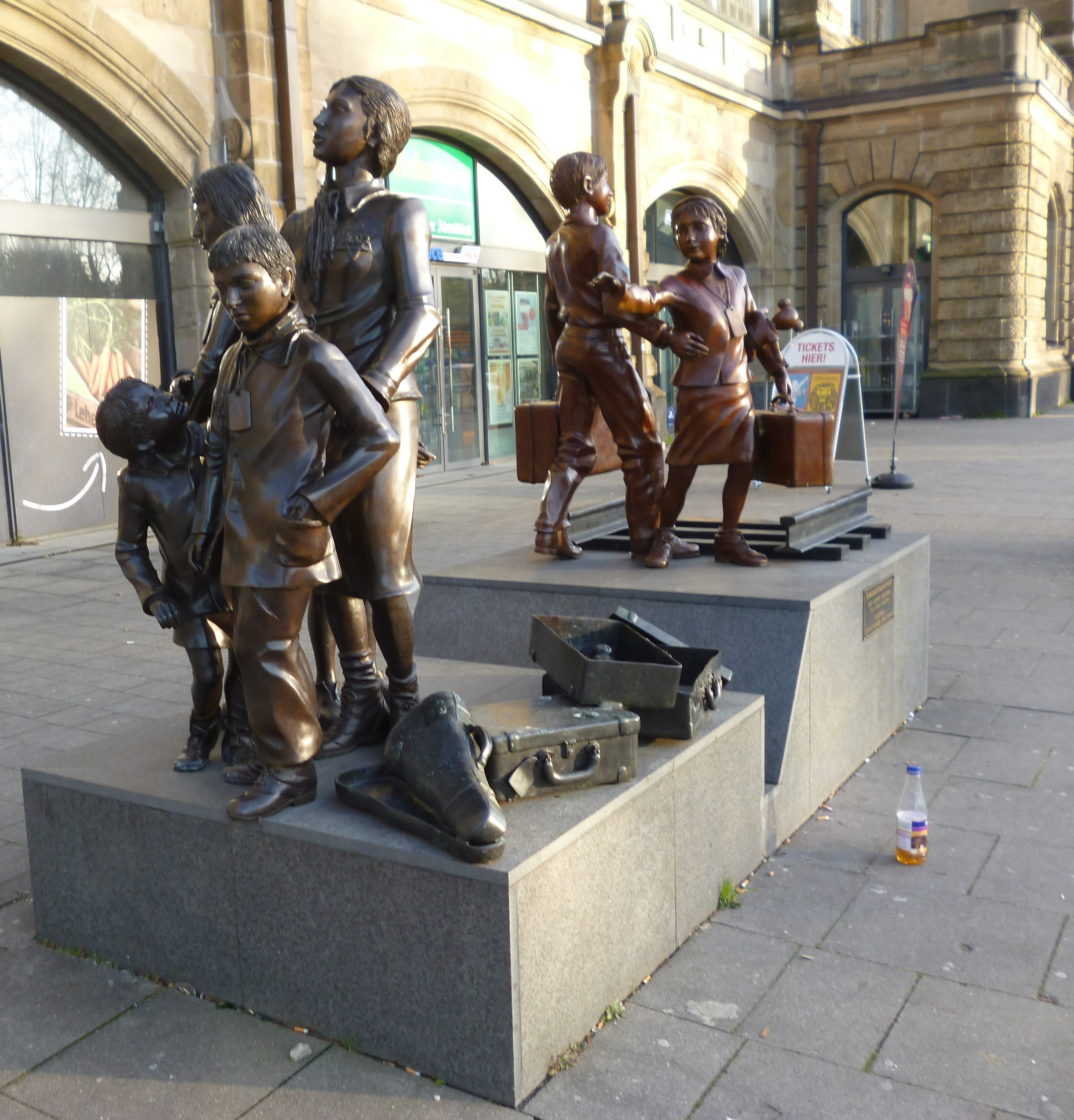
Hamburg